# 379 до н. е.

## Події
- поваливши олігархію, до влади у Фівах прийшли демократичні верстви, очолювані Пелопідом і Епамінондом.
- Ліга Халкідців розпадається.